# Nextel
Nextel je oxidové keramické textilní vlákno vyráběné firmou 3M od roku 1974.

## Výroba
- Zvlákňování technologií sol gel:

Vodný roztok kovových sloučenin s vysokou viskozitou se protlačuje tryskami (10-12 µm), tvoří se želatina.
- Želatina krystalizuje v peci kontrolovaným spalováním (krystaly<500nm)
- Šlichtování a textilní zpracování filamentů.

Údaje o vyráběném množství nejsou zveřejňovány.

## Vlastnosti
Přehled hlavních fyzikálních vlastností a cen (v roce 2008) typů 312, 440, 550, 610 a 720 (167 - 220 tex):
| Typ vlákna                         | 312      | 440     | 550      | 610   | 720      |
| Hmotnost g/cm³                     | 2,70     | 3,08    | 3,03     | 3,88  | 3,40     |
| Chem. složení (%): Al2O3 SiO2 B2O3 | 62 24 14 | 70 28 2 | 73 27 -- | 99 -- | 85 15 -- |
| Tažná pevnost MPa                  | 1700     | 2000    | 2000     | 2930  | 2100     |
| Použití při max. °C                | 1204     | 1371    | 1204     | 1204  | 1204     |
| Dielektr. konstanta                | 5,2      | 5,7     | 5,8      | 9,0   | 5,8      |
| Cena v €/kg (2008)                 | 260      | 500     | 590      | 790   | 790      |

## Použití
Keramický průmysl: obklady pecí, izolace (typ 312 a 440)
Kompozity: rotory, radomy, konstrukční díly letadel a raket (typ 610 a 720)